# Borraçal

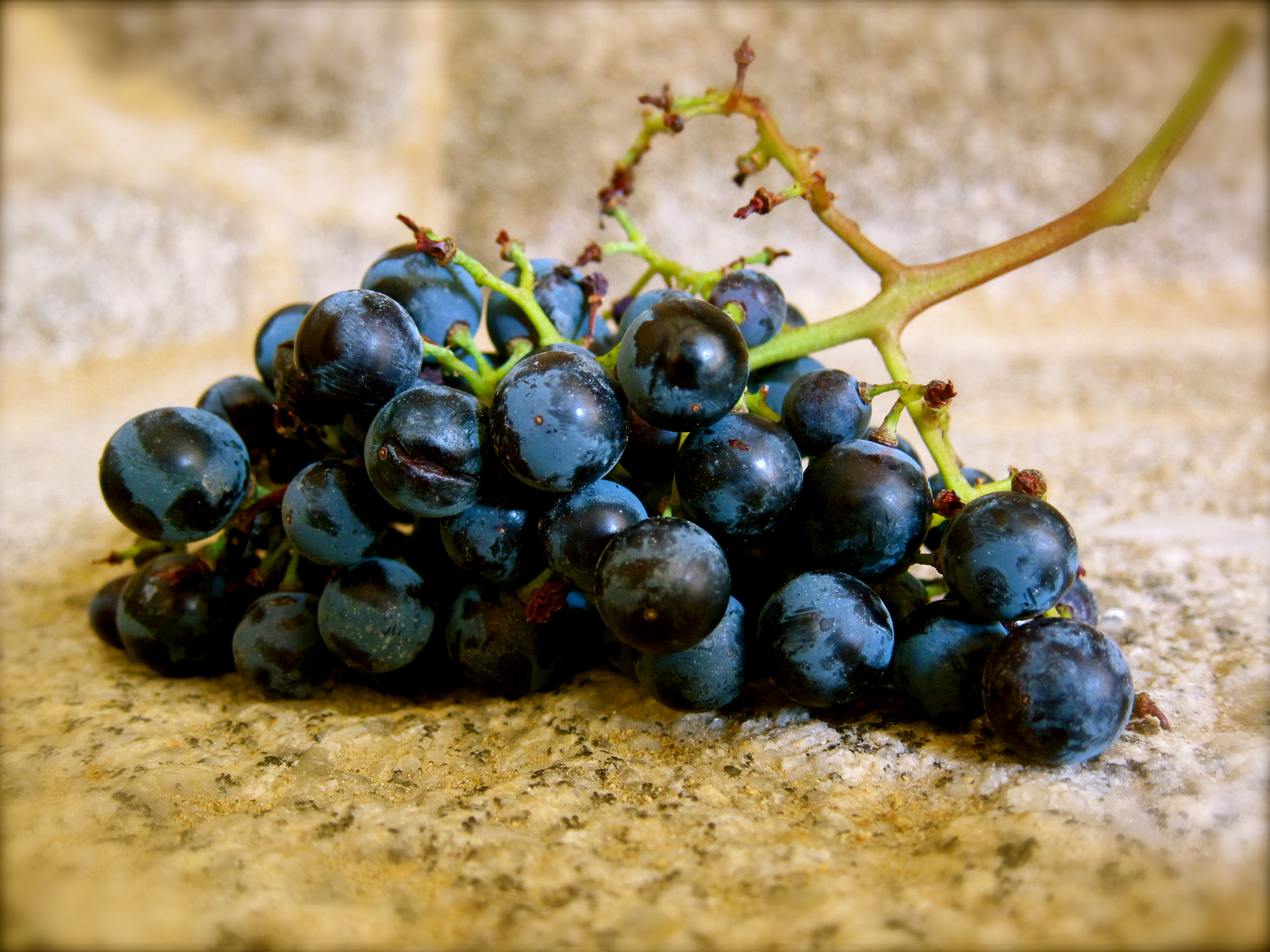
Borraçal (Caiño Bravo)

Borraçal ist eine Rotweinsorte, die in Portugal angebaut wird und in den Regionen Douro und Beira Litoral zugelassen ist. Im Minho, wo sie bereits im Jahr 1790 beschrieben wurde, wird sie im roten Vinho Verde verwendet. Im Rebsortenspiegel Portugals nimmt die Sorte mit einer bestockten Fläche von 4.497 Hektar Rang 10 der roten Sorten ein.
Die spätreifende und ertragsstarke Sorte erbringt einen hellen, rubinroten Wein mit niedrigem Alkoholgehalt. Die Sorte ist möglicherweise mit der in der spanischen Region Galicien angebauten Caiño Bravo identisch.

## Ampelographische Sortenmerkmale
In der Ampelographie wird der Habitus folgendermaßen beschrieben:
- Die Triebspitze ist offen. Sie ist weißwollig behaart, mit rötlichem Anflug. Die Jungblätter sind auf der Oberseite schwachwollig und auf der Unterseite weißwollig behaart.
- Die großen Blätter sind dreilappig und schwach gebuchtet (siehe auch den Artikel Blattform). Die Stielbucht ist geschlossen. Das Blatt ist stumpf gezahnt. Die kleinen bis mittelgroßen Zähne sind im Vergleich zu anderen Rebsorten eng gesetzt.
- Die pyramidalförmige Traube ist klein bis mittelgroß und geflügelt. Die rundlichen Beeren sind mittelgroß und von bläulich-schwarzer Farbe. Die Beeren sind saftig.

Borraçal  reift ca. 30 Tage nach der Rebsorte Gutedel und gehört damit zu den Rebsorten der mittleren dritten Reifungsperiode (siehe das Kapitel im Artikel Rebsorte). Sie zählt damit zu den spätreifenden Sorten.
Borraçal ist eine Varietät der Edlen Weinrebe (Vitis vinifera). Sie besitzt zwittrige Blüten und ist somit selbstfruchtend. Beim Weinbau wird der ökonomische Nachteil vermieden, keinen Ertrag liefernde, männliche Pflanzen anbauen zu müssen. Die wuchskräftige Sorte erbringt gleichmäßig hohe Erträge.

## Synonyme
Borraçal ist auch unter den Namen Azedo, Bagalhal, Bogalhal, Borraco, Borrasao, Bougalhal, Bovvaco, Cainho Gordo, Cainho Grande, Cainho Grosso, Caiño Gordo, Caiño Grosso, Esfarrapa, Esfarrapas, Espadeiro Redondo, Morraça, Oeil de crapaud und Olho de Sapo bekannt.